# Palazzo Fugger-Galasso
Palazzo Fugger-Galasso, anche noto col soprannome di Palazzo del Diavolo, è un edificio monumentale situato nel centro storico di Trento.
Il palazzo, fatto erigere da Giorgio Fugger, rappresenta l'esempio più rappresentativo del passaggio dal Rinascimento al Barocco in città.

## Storia

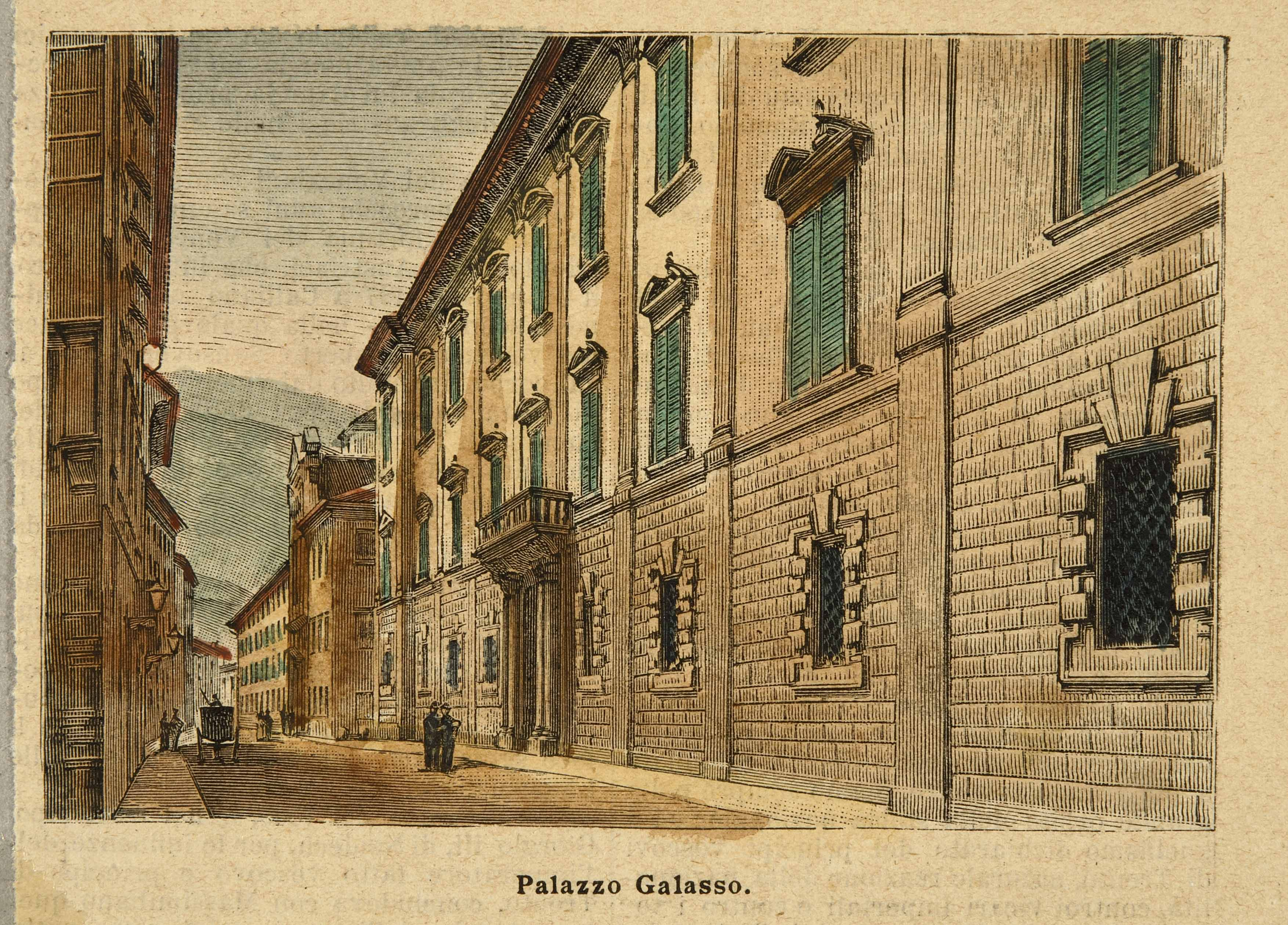
Immagine storica della facciata del palazzo. Xilografia, 1893.

Giorgio Fugger, ricco mercante e banchiere tedesco, volle costruire - inglobando costruzioni preesistenti - un palazzo lungo la Via Lunga, dove vivere con la moglie Elena, nipote del cardinale vescovo Ludovico Madruzzo, sposata nel 1583. La famiglia Fugger aveva un ruolo dominante nei traffici commerciali e Trento rappresentava un nodo strategico per i grandi commerci europei tra Venezia, la Spagna e il nord Europa.
Fugger affidò i lavori di progettazione e costruzione del palazzo all'architetto e pittore Pier Maria Bagnadore, con la clausola che, una volta progettato, per la sua realizzazione non venisse impiegato più di un anno. La velocità di edificazione del palazzo fu tale che la sua costruzione divenne davvero leggendaria. Fu questo fatto, forse commisto alle abitudini alchimistiche di Giorgio, a far sorgere la leggenda secondo la quale il palazzo sarebbe stato realizzato dal Diavolo stesso in cambio della promessa dell'anima del committente. Infatti nel 1602 il palazzo era pronto ad accogliere il Fugger, nonostante il palazzo non fosse ancora completato.
Nella prima metà del Seicento il palazzo fu acquistato da Mattia Galasso di Castel Campo, generale di Ferdinando II; Galasso fece apportare alcune modifiche al complesso, tra cui la realizzazione del portale d'ingresso sovrastato dal balcone e affiancato da semicolonne corinzie.
Durante le guerre napoleoniche l'edificio fu occupato dalle truppe e adibito a diversi usi: ospedale; magazzino del fieno; stalla centrale per la cavalleria militare e deposito di granaglie (costruendo sei forni per il pane nel cortile interno).

## Descrizione

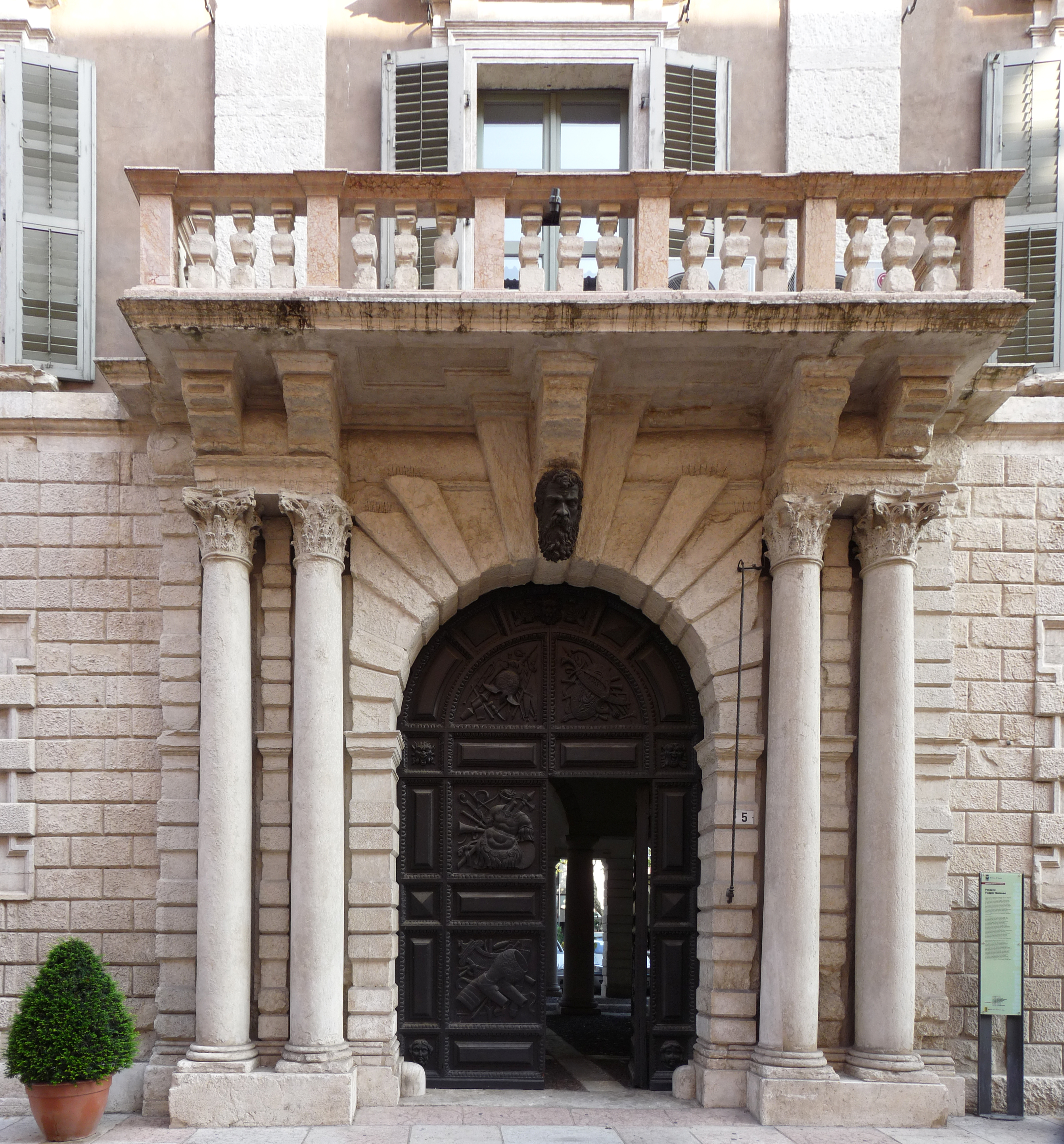
Dettaglio del portale d'ingresso, con semicolonne corinzie

Il palazzo è di grandi dimensioni e occupava all'epoca della costruzione un intero isolato.
La facciata, delimitata da due torri, è leggermente asimmetrica e scandita dalle lesene composite giganti, mentre all'ingresso sono presenti due coppie di semicolonne corinzie. Il piano terreno, molto alto, è caratterizzato da un semplice rivestimento in lastre chiare che simula un bugnato di conci di pietra. La parte superiore della facciata è caratterizzata da un intonaco scuro con lesene poco sporgenti che delimitano grandi riquadri. I due ordini di grandi finestre presentano cornici aggettanti e timpani decorati con dama e giglio, tratti dallo stemma dei Fugger.
L'atrio, con volta a crociera, presenta pilastri bugnati e serliane, che danno sull'ampio cortile, caratterizzato da pilastri massicci e con un pozzo centrale.

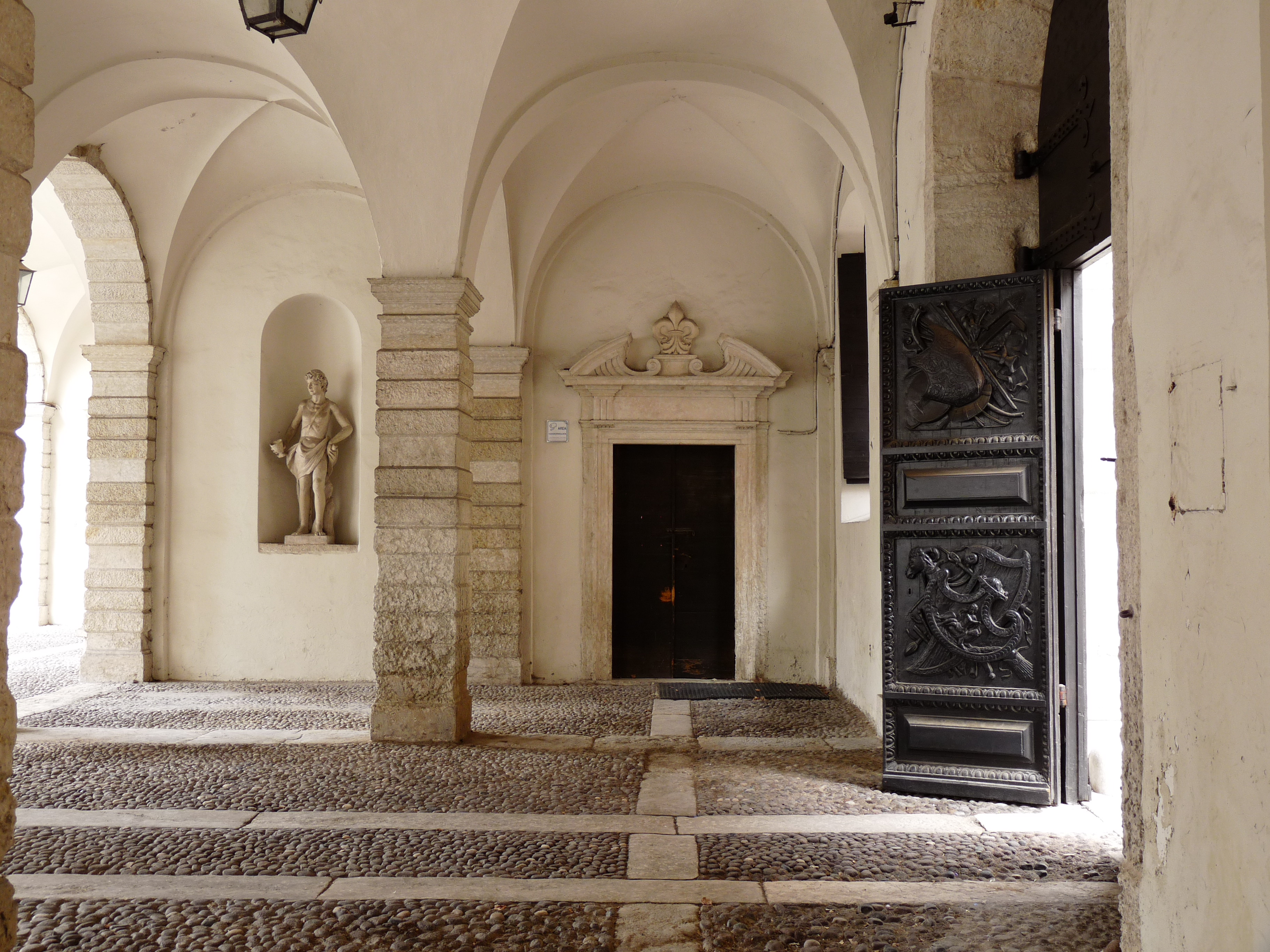
L'atrio
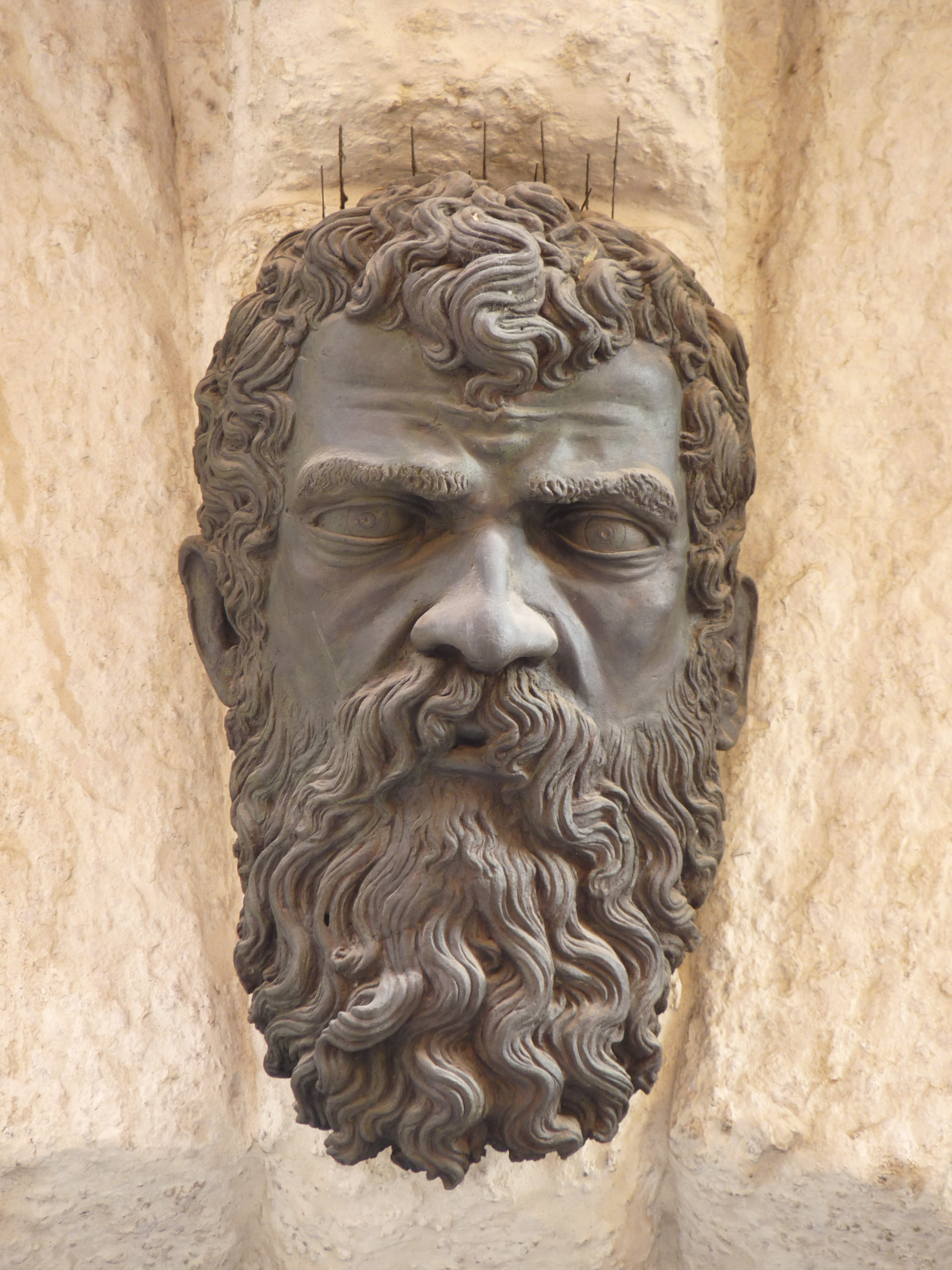
La chiave di volta dell'arco d'ingresso

### Cappella
La cappella dei Martiri Anauniensi, dedicata a San Sisinio, è collocata nell'ala sinistra del palazzo e ha un proprio ingresso da via Alfieri. È caratterizzata nella volta da una ricca decorazione barocca del 1607, con fregi e cornici in stucco corredati da festoni di fiori e frutti, putti e cammei; i dipinti inseriti nelle cornici a stucco, che rappresentano scene di vita dei santi martiri, furono realizzati dallo stesso progettista Bagnadore.